# Neumühle/Elster
Neumühle/Elster település Németországban, azon belül Türingiában. Lakosainak száma 420 fő (2017. december 31.).

## Népesség
A település népességének változása:

| 2014 | 415 |
| 2017 | 420 |